# Kathrin Hilber
Kathrin Hilber, née le 26 mars 1951 à Degersheim (originaire du même lieu), est une personnalité politique suisse, membre du Parti socialiste.
Elle est, aux côtés de Rita Roos, la première femme élue au Conseil d'État du canton de Saint-Gall, en 1996.

## Biographie

### Origines et famille
Kathrin Hilber naît le 26 mars 1951 à Degersheim, dans le canton de Saint-Gall. Elle en est également originaire. 
Elle grandit à Wil, dont son grand-père était maire.
Elle est mariée.

### Études et parcours professionnel
Après une formation d'institutrice à Menzingen et Rorschach et quelques années de pratique, elle s'installe à Saint-Gall en 1980. Elle fait des études de pédagogie et de psychologie à l'Université de Zurich, dont elle sort licenciée en 1981. 
Elle travaille d'abord comme secrétaire suppléante auprès de la fondation Pro Mente Sana (de). En 1997, elle est nommée rectrice de la Haute école spécialisée en travail social de Suisse orientale (de).
En juillet 2012, deux mois après la fin de son dernier mandat au gouvernement, elle est nommée à la tête du tout nouveau Bureau de dénonciation saint-gallois pour les lanceurs d'alerte. Elle est par ailleurs nommée en 2013 présidente de la section des cantons de Saint-Gall et d'Appenzell Rhodes-Intérieures de Patrimoine suisse, fonction qu'elle exerce jusqu'en septembre 2022. Elle travaille en parallèle comme médiatrice, après avoir créé avec des partenaires en mai 2012 sa propre entreprise « Konsens46 » à Saint-Gall.

### Parcours politique
Elle adhère au Parti socialiste en 1980.
Elle siège au Conseil cantonal de Saint-Gall de 1986 à 1996, où elle est chef de son groupe, et brièvement au Conseil national, de fin 1995 à fin 1996, où elle est d'abord membre de la Commission de l'économie et des redevances (CER) puis de la Commission de la science, de l'éducation et de la culture (CSEC). Elle démissionne de son mandat fédéral pour la fin de la session d'hiver 1996 à la suite de son élection au gouvernement saint-gallois.
Elle est élue en mars 1996 au Conseil d'État du canton de Saint-Gall, gagnant un siège supplémentaire pour son parti au détriment du Parti radical-démocratique. Elle est la première femme, aux côtés de Rita Roos, à y siéger, de 1996 à sa démission en 2012, à la tête du département de l'intérieur. Elle est réélue à trois reprises : en deuxième position au premier tour le 12 mars 2000, en quatrième position au premier tour en mars 2004 et à nouveau en quatrième position au premier tour en mars 2008,. Elle est la deuxième femme à présider le gouvernement, en 2007-2008. Au sein de son département, elle porte notamment la législation visant à réduire le nombre de communes.
Elle est candidate au Conseil des États en octobre 2007. Arrivée quatrième au premier tour (derrière l'UDC Toni Brunner, le démocrate-chrétien Eugen David (de) et la radicale Erika Forster), elle se retire au second pour que le candidat UDC ne soit pas élu,.